# Revolució francesa de Juliol
A França, es coneix com a Revolució de Juliol la revolució que va aconseguir posar fi al règim polític de la Segona Restauració, que va ser succeïda per un nou règim, la dita Monarquia de Juliol, en la qual el nou rei de la casa d'Orleans, Lluís Felip I, no ho és de França sinó dels francesos. Aquesta nova monarquia va ser-ho només d'un rei, Lluís Felip I, i va durar 18 anys amb un ideal de règim diferent al de la Restauració, que el mateix Lluís Felip I va definir com "mantenir-se en el 'just mig', igualment allunyat dels excessos del poder popular que dels abusos del poder reial". La Revolució de Juliol va durar tres dies consecutius, del 27 al 29 de juliol de 1830, diades que són conegudes com les "Tres Glorioses" (en francès, les Trois Glorieuses). Ràpidament s'hi va generar una reacció de revolta, que es va transformar en revolució republicana. A la capital es van organitzar barricades als carrers i els ciutadans es van enfrontar a les forces armades reials, comandades pel mariscal Auguste Marmont, amb un resultat de 200 morts de part dels soldats i prop de 800 entre els insurgents.

## Antecedents

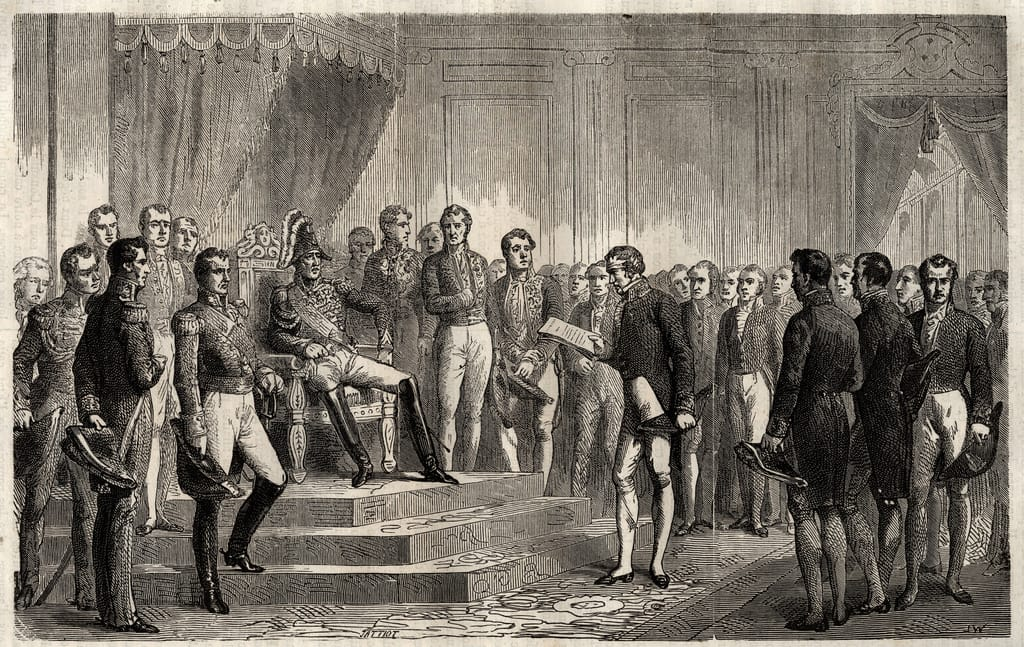
Pierre-Paul Royer-Collard presenta la Carta dels 221 a Carles X.

A la mort sense descendència de Lluís XVIII de França el 16 de setembre de 1824, la corona passà al seu germà Carles X de França.
El 2 de març de 1830, durant l'obertura de la sessió parlamentària, Carles X pronuncià des del tron un discurs en què anunciava l'expedició militar a Alger i amenaçava implícitament l'oposició de governar per decret en cas de bloqueig de les institucions. La Cambra elaborà la llista de cinc noms que proposa al Rei per a la presidència: Royer-Collard, que fou nomenat, Casimir Perier, Delalot, Agier i Sébastiani. François Guizot pronuncià un discurs demanant una major llibertat política a la Cambra de Diputats i la moció es va aprovar 221 contra 181. Carles X va respondre dissolent la Cambra el 16 de maig i va demanar noves eleccions que van tenir lloc el 5 de juliol, el 13 de juliol i el 19 de juliol i que només van reforçar l'oposició al tron, que puja a 284 escons. El 25 de juliol de 1830, Carles X va intentar, després d'un llarg període d'agitació, primer ministerial i després parlamentària, assolir un cop de força per mitjà d'una sèrie de noves ordenances, conegudes com a "Ordenances de Juliol" o "de Saint-Cloud", entre les quals hi havia la dissolució de la Cambra dels Diputats, l'exclusió de la burgesia a les noves eleccions, la suspensió de la llibertat de premsa, etc. emparant-se en una interpretació personal de l'article 14 de la Constitució vigent a l'època.

## La revolució
Les "Ordenances de Juliol" van ser publicades el dilluns 26 de juliol al diari Moniteur i foren rebudes amb estupor. L'oposició esperava un cop d'estat, però ningú s'imaginava que el rei actuaria abans de la reunió de les Cambres prevista per al 3 d'agost. L'efecte sorpresa és, doncs, total, quan la majoria dels opositors encara no havien tornat a París.
A primera hora de la tarda, els propietaris de Le Constitutionnel organitzaren una reunió amb el seu advocat, André Dupin i uns quants periodistes, entre ells Charles de Rémusat i Pierre Leroux del Globe, i advocats com Odilon Barrot i Joseph Mérilhou. Dupin creia que les ordres eren contràries a la Constitució i, per tant, il·legals. Rémusat i Leroux van a les oficines del National, on s'aplegaven els periodistes al voltant de Thiers, Mignet i Carrel, i el diari publicà una edició especial demanant resistència a través de la vaga fiscal. Thiers i Rémusat proposen aixecar una protesta solemne que es redacta al moment i es publica l'endemà als diaris Le National, Le Globe i Le Temps però els dos grans diaris, Les Débats i Le Constitutionnel, es van abstenir. Immediatament, el prefecte de policia va ordenar la confiscació de les impremtes dels diaris i es van emetre ordres de detenció contra els signants de la protesta. Es van produir baralles entre la policia i els tipògrafs, que temien perdre la feina.

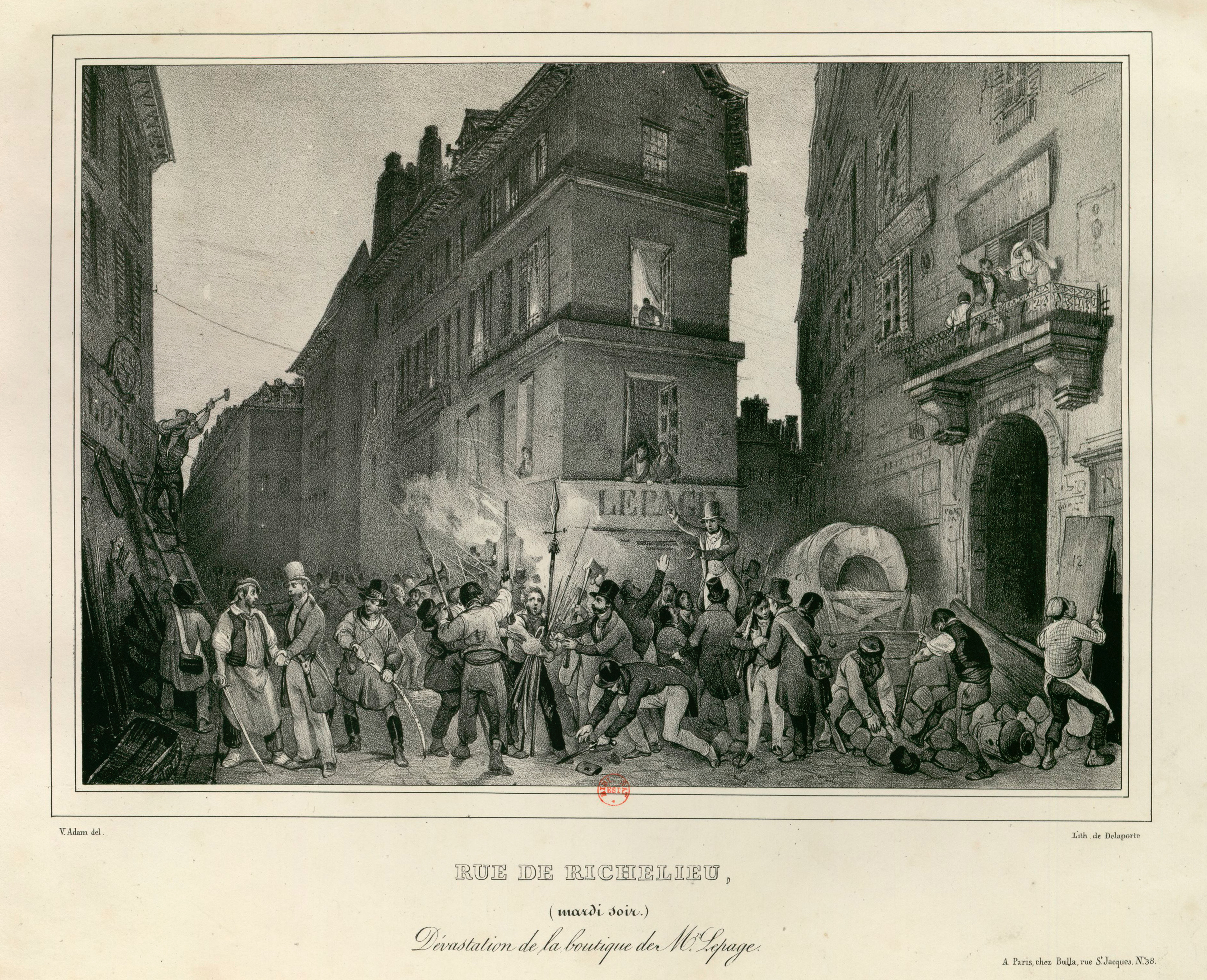
Assalt a l'armeria de Le Page

Moltes botigues van tancar i acomiadar els seus empleats. A migdia, Jules de Polignac va nomenar al mariscal Auguste Marmont comandant de la divisió de París, i l'anunci de la seva nominació indignà la multitud. Marmont odiava Polignac i guardava rancor a les autoritats per no haver estat escollit per comandar el cos expedicionari a Algèria, i no li entusiasmà haver estat escollit per a aquesta operació que considerà poc gloriosa. Al vespre es van començar a veure armes entre la multitud, de caça i de la Guàrdia Nacional dissolta en 1827 sense desarmar, i es van saquejar les botigues dels armers, i van haver aldarulls a plaça de la Bourse que es van apaivagar i Marmont va retirar les tropes a les casernes per descansar els soldats.

### 28 de juliol
A primera hora del matí del 28 de juliol, una multitud d'estudiants, obrers, guàrdies nacionals, antics soldats ompliren els barris populars de l'est i el centre de París de barricades. Al matí, els revoltats van prendre el control de l'ajuntament, on van hissar la bandera tricolor, com a les torres de Notre-Dame, provocant una intensa emoció a la població parisenca. Carles X de França no va voler fer cap concessió i declarà l'estat de setge i el govern s'uní amb Marmont al Palau de les Teuleries per donar-li suport. Auguste Marmont va fer portar els regiments del Palau de Versalles i Saint-Denis a París, i va enviar missatgers a Melun, Fontainebleau, Provins, Beauvais, Compiègne i Orleans per convocar-hi les guarnicions de la Guàrdia Reial, a més, es demanà al 4t Regiment d'Infanteria que havia de tornar de Caen a París el 3 d'agost, que accelerés la seva marxa. El mariscal dividí les tropes en tres columnes encarregades de convergir a l'Hôtel de Ville. El general Talon havia d'ocupar la plaça de Grève passant pels molls del Sena, el general Saint-Chamans havia de netejar els bulevards al nord, arribar a la plaça de la Bastilla, reconquerir el faubourg Saint-Antoine i arribar a l'Hôtel de Ville, i el general Quinsonnas, al capdavant de la tercera columna, havia d'ocupar el mercat dels Innocents, i per la rue Saint-Denis, fer la seva cruïlla amb els bulevards. Les tropes s'enfrontaren a les barricades i als franctiradors apostats a les finestres, gairebé invisibles i invulnerables.
El general Talon arribà a l'Ajuntament, l'ocupà i contingué els insurgents de la riba esquerra, però va perdre homes i, aïllat va marxar a les 11 del vespre en direcció a les Tulleries. El general Quinsonnas aconsegueix arribar al mercat dels Innocents, però agafat sota un fort foc s'ha de retirar sota la sala. Una columna de les seves tropes que intenta arribar als bulevards és delmada a la rue Saint-Denis. Ha de retrocedir a les Tulleries amb grans pèrdues. El general Saint-Chamans netejà els bulevards fins a la Porta Saint-Denis on es troba amb el "reducte parisenc" i arribaren a la Bastilla esgotades intentant arribar a l'Hôtel de Ville per la rue Saint-Antoine, però ha de tornar enrere i arribar a les Tulleries pel marge esquerre. Aleshores, Marmont decidí concentrar les seves tropes al Carrousel, entre el Louvre i les Tulleries, on creu que pot aguantar a l'espera de reforços, sense cartutxos ni menjar, mentre desenes de soldats es posaven al costat dels amotinats. Carles X continuava rebutjant qualsevol concessió.
Cap a dos quarts de vuit Marmont va rebre una delegació dels insurgents a les Tulleries i els va exigir la fi de la insurrecció com a condició prèvia per a una ordre de cessament del foc, mentre que la delegació va exigir la retirada de les ordres i la destitució dels ministres com a condició prèvia per aturar el motí. La discussió s'interromp, sobretot perquè Polignac, atrinxerat en una sala contigua, es nega a rebre els diputats. El rei va ordenar Marmont mantenir-se ferm i a concentrar les seves tropes entre el Louvre i els Camps Elisis i va emetre ordres de detenció contra La Fayette, Gérard, Mauguin, Audry de Puyraveau, Salverte i André Marchais.
Jacques Laffitte, que acabava de tornar de Breteuil, va ser el primer a fer passos amb el duc d'Orleans, però avisat que un batalló de la guàrdia reial va rebre l'ordre d'envoltar el castell de Neuilly al més mínim moviment que pogués suggerir la intenció d'implicar el duc en una insurrecció Lluís Felip va passar la nit del 28 al 29 en una antiga tarongera prop del castell de Villiers.

### 29 de juliol
El fracàs de l'ofensiva de les tropes reials el dia abans reforça la insurrecció. El dia 29 al matí, una forta columna d'estudiants republicans i politècnics uniformats es va formar prop del Panteó i va atacar el Palau de les Teuleries des del marge esquerre després d'haver assaltat la caserna dels suïssos a la rue de Babylone. Auguste Marmont esperava concessions del rei i les seves tropes, obligades a esperar, tenien la sensació que anava a cedir. Dos regiments de línia a la Place Vendôme i a la rue de Richelieu van desertar i es van confraternitzar amb els insurgents, i per tapar la bretxa, Marmont va haver de retirar les tropes del Louvre, que va ser ocupat pels insurgents que van disparar contra els suïssos estacionats als patis interiors, provocant la derrota de les tropes i la caiguda de les Teuleries al final de la tarda. Marmont aconseguí reagrupar les seves tropes a la plaça de la Concòrdia i organitzà la seva retirada cap a la Barrière de l'Étoile.
A primera hora del matí el marquès de Sémonville i el comte d'Argout van anar a les Teuleries per demanar la seva dimissió de Polignac i la retirada de les ordenances i al final d'una tempestuosa reunió, Sémonville i Argout per una banda, i el president del Consell de l'altra, es dirigiren a Saint-Cloud, arribant al mateix temps, i es presentaren davant Carles X quan arribà la notícia de la derrota de les tropes de Marmont. El rei, que ja no tenia confiança en Marmont, va confiar el comandament de les tropes al duc d'Angoulème, posant Marmont com a lloctinent.
El Consell va suggerir al rei que Mortemart fou nomenat ministre, amb qui hauria de treballar Gérard i Casimir Perier si així ho volien, per retirar les ordres i convocar les Cambres. Carles X acceptà les condicions i ordena a Sémonville, d'Argout i Vitrolles que tornessin a París per donar a conèixer la seva acceptació. Després d'haver perdut un temps considerable travessant les barricades, Sémonville, d'Argout i Vitrolles, que van sortir de Saint-Cloud al final de la tarda, no van arribar a l'Hôtel de Ville fins a les vuit del vespre. Els reberen la comissió municipal i La Fayette, que exigiren proves de l'acomiadament de Polignac, que els emissaris no poden aportar. Desanimat, Sémonville se'n va anar a dormir al palau de Luxemburg, mentre que d'Argout va anar, no sense dificultats, a casa de Laffitte, on els diputats reunits semblaven força favorables a mantenir Carles al tron, amb el duc de Mortemart com a primer ministre. A les deu del vespre, d'Argout va marxar cap a Saint-Cloud a buscar el duc de Mortemart. Els diputats li van dir que l'esperarien fins a la una de la matinada. A dos quarts d'una, com no havia tornat, la reunió es dispersà i els parlamentaris se n'anaren al llit.
La victòria dels insurgents va sorprendre tots els partits polítics. Sorgiren dos pols de poder: la Cambra de Diputats i l'Ajuntament i dos homes, La Fayette i Laffitte.
Laffitte reuní diputats i periodistes amb l'objectiu de portar el duc d'Orleans al poder, però la idea no es va imposar. La Fayette desconfiava i Guizot no havia trencat amb la dinastia. Laffitte va enviar Oudard a Neuilly per dir-li al duc d'Orleans que necessitava urgentment prendre una posició. La Fayette, malgrat els seus 73 anys, anuncià que havia acceptat prendre el comandament de la Guàrdia Nacional que s'acaba de reconstituir. En contra de l'opinió dels republicans que, amb Audry de Puyraveau, voldrien la creació d'un govern provisional, Guizot, recolzat per Bertin de Vaux i Méchin, va proposar formar una Comissió Municipal que s'encarregués d'administrar la capital davant el la manca de poders civils i militars, proposta acceptada pels diputats presents. Laffitte, que no volia limitar-se a un paper municipal, i Gérard, que havia de prendre el comandament de les tropes parisenques, es van retirar de manera que la Comissió estava formada per Casimir Perier, Mouton de Lobau, Audry de Puyraveau, Mauguin i Auguste. de Schonen. La Comissió i La Fayette es van instal·lar així a mitja tarda a l'ajuntament. Políticament, la Comissió estava dividida i només acceptà ajornar la formació d'un govern provisional que hauria de decidir sobre la naturalesa del règim.

### 30 de juliol

La liberté guidant le peuple, d'Eugène Delacroix

El 30 de juliol de 1830, Carles X hagué d'abdicar al Castell de Rambouillet i fugir amb la família reial cap a Anglaterra.
Els diputats liberals, majoritàriament monàrquics, van prendre en mà la revolució popular i, després de l'anomenat "dubte de 1830", van decidir conservar la monarquia constitucional però amb un canvi de dinastia, rebutjant la possibilitat de reconèixer com a rei el duc d'Angulema ("Lluís XIX") o el comte de Chambord ("Enric V"); al final, fou entronitzat Lluís Felip d'Orleans de la Casa d'Orleans, que era la branca menor de la dels Borbons com a rei dels francesos.
Klemens Wenzel Lothar von Metternich va plantejar un congrés de la Quadruple Aliança però els russos van rebutjar el seu pla per restaurar la Santa Aliança, tot i acordar el Chiffon de Karlsbad pel que els dos aliats es van comprometre a mantenir els principis de 1815 advertint al nou govern francès que no mostrés ambicions territorials a Europa.

## Conseqüències
La Revolució francesa de 1848 va tenir lloc a París del 23 al 25 de febrer de 1848 i va obligar el rei Lluís Felip I de França a abdicar i va donar pas a la Segona República Francesa.